# Espinho (Mortágua)
Espinho é uma freguesia portuguesa do município de Mortágua, com 41,40 km² de área e 984 habitantes (censo de 2021) A sua densidade populacional é 23,8 hab./km².
A sua principal actividade económica é a floresta, sendo identificada como a principal potencialidade da freguesia.

## História
De acordo com o Dr. José Assis e Santos, a freguesia estava sobre a jurisdição eclesiástica, primitivamente dependendo do Mosteiro da Vacariça, até 1093, data em que este Mosteiro foi extinto, revertendo os seus bens para a Sé Episcopal de Coimbra .
Foi também uma freguesia muito afetada pela Terceira Invasão Francesa, tendo sofrido com a passagem dos soldados franceses antes da histórica Batalha do Buçaco .
Em 1800, iniciou-se a construção da Linha da Beira Alta, com passagem em várias localidades desta freguesia. Esta linha mantém-se em atividade na atualidade e tem na freguesia um apeadeiro (Soito), que serve de principal ponto de acesso a transportes públicos, permitindo aproximar os habitantes de centros urbanos como a cidade de Coimbra e da Guarda, entre outras .

## Demografia
A população registada nos censos foi:
| Distribuição da População por Grupos Etários | Distribuição da População por Grupos Etários | Distribuição da População por Grupos Etários | Distribuição da População por Grupos Etários | Distribuição da População por Grupos Etários |
| -------------------------------------------- | -------------------------------------------- | -------------------------------------------- | -------------------------------------------- | -------------------------------------------- |
| Ano                                          | 0-14 Anos                                    | 15-24 Anos                                   | 25-64 Anos                                   | > 65 Anos                                    |
| 2001                                         | 174                                          | 215                                          | 688                                          | 335                                          |
| 2011                                         | 94                                           | 98                                           | 575                                          | 338                                          |
| 2021                                         | 79                                           | 60                                           | 421                                          | 424                                          |

## Património
- Edifício do antigo posto médico
- Capelas de Espinho e da Senhora de Fátima
- Aldeia de Truta de Cima
- Lagar de Varas e Espigueiros de Vale de Mouro [3]
- Parque de merendas de Quilho [3]

## Lugares
A freguesia é composta pelas seguintes 22 aldeias:
- Água Levada
- Anceiro
- Aveleira
- Azival
- Barracão (parte da localidade)
- Castanheira
- Falgaroso da Serra
- Painçal
- Pomares
- Quilho
- Ribeira
- Santa Cristina
- Sobrosa (Mortágua)
- Soito (Mortágua)
- Truta de Baixo
- Truta de Cima
- Vila Boa
- Vale da Vide
- Vale de Carneiro
- Vale de Mouro
- Vila Meã da Serra